# Subgénero Quercus
El subgénero Quercus es uno de los subgéneros del género Quercus; son árboles pertenecientes a la familia de las fagáceas. También se les conoce como robles del Nuevo Mundo o de latitudes altas, ya que el antecesor común de todas las especies parece haberse originado a comienzos del Cenozoico en las zonas septentrionales de Norteamérica. Desde allí habrían colonizado el continente americano hacia el sur, siendo las especies que habitan en Centroamérica y Colombia las más recientes.
El subgénero Quercus se divide en las siguientes cinco secciones:
- Sección Lobatae (sinónimo Erythrobalanus), el roble rojo de América del Norte, Centroamérica y el norte de América del Sur (Colombia). Los estilos largos, las bellotas maduran en 18 meses y tienen un sabor muy amargo. Las hojas suelen tener lóbulos con las puntas afiladas, con cerdas con púas en el lóbulo.[2]Consta de aproximadamente 110 especies.

- Sección Quercus (sinónimos Lepidobalanus, Leucobalanus y Mesobalanus), los robles blancos de Europa, Asia y América del Norte. Los estilos pueden ser cortos (especies americanas) o largos (especies de Europa y Asia); las bellotas maduran en 6 meses y tienen un sabor dulce y ligeramente amargo, el interior de la bellota tiene pelo. Las hojas carecen de una mayoría de cerdas en sus lóbulos, que suelen ser redondeados. El clado Roburoides (sinónimo Mesobalanus), es decir, las especies en Europa y Asia, están actualmente incluidas dentro de esta sección. Consta de aproximadamente 120 especies.
- Sección Protobalanus, roble americano y sus parientes, en el suroeste de Estados Unidos y el noroeste de México. Consta de 5 especies, siendo la especie tipo Quercus chrysolepis. Los estilos cortos, las bellotas maduran en 18 meses y tienen un sabor muy amargo. Las hojas suelen tener lóbulos con puntas afiladas, con las cerdas en la punta del lóbulo, además de ser perennifolias y esclerófilas.
- Sección Virentes, conocidos en inglés como live oaks. Consta de Quercus virginiana y sus parientes cercanos, con un total de 7 especies distribuidas alrededor del golfo de México y oeste de la isla de Cuba.
- Sección Ponticae, la sección más pequeña del género con tan solo dos especies disyuntas: Quercus ponticae, en el Cáucaso occidental y Quercus sadleriana en las montañas Klamath.